# Gouvernement de Viatka
1796–1929
Entités suivantes :
- Oblast de Nijni Novgorod

Le gouvernement de Viatka (en russe : Вятская губерния) est une division administrative de l’Empire russe, puis de la R.S.F.S.R., située au  nord-est de Moscou, avec pour capitale la ville de Viatka. Créé en 1796 le gouvernement exista jusqu’en 1929.

## Géographie
Le gouvernement de Viatka était bordé par les gouvernements de Vologda, Perm, Oufa, Kazan, Nijni Novgorod et Kostroma.
Le territoire du gouvernement de Viatka se trouve de nos jours partagé entre l’oblast de Kirov, la république d'Oudmourtie et le Tatarstan.

## Histoire
En 1780, la province (namestnitchestvo) de Viatka est formée à partir de la province (provintsia) de Viatka du gouvernement de Kazan. En 1784, la province (namestnitchestvo) d’Arkhangelsk est séparée de celle de Viatka. En 1796, dans le cadre de la réforme administrative, la province devient un gouvernement. Le 14 décembre 1929, le gouvernement est intégré au nouvel oblast de Nijni Novgorod.

## Subdivisions administratives
Au début du XXe siècle le gouvernement de Viatka était divisé en onze ouïezds : Viatka, Glazov, Ielabouga, Kotelnitch, Malmyj, Nolinsk, Orlov, Sarapoul, Slobodskoï, Ourjoum et Iaransk.

## Population
En 1897 la population du gouvernement était de 3 030 831 habitants, dont 77,4 % de Russes, 12,5 % d'Oudmourtes, 4,8 % de Maris et 4,1 % de Tatares.